# 1969 في السودان
فيما يلي قوائم الأحداث التي وقعت خلال عام 1969 في السودان.

## كتب
من الكتب التي صدرت هذه السنة في السودان:
- 1 يناير – عرس الزين من تأليف الطيب صالح.

## مواليد

### فبراير
- 15 فبراير – سامي الحاج مصوّر سينمائي سوداني.

## وفيات

### أغسطس
- 26 أغسطس – إسماعيل الأزهري (مواليد 1901) أول رئيس لوزراء السودان.